# بال بدمینتون

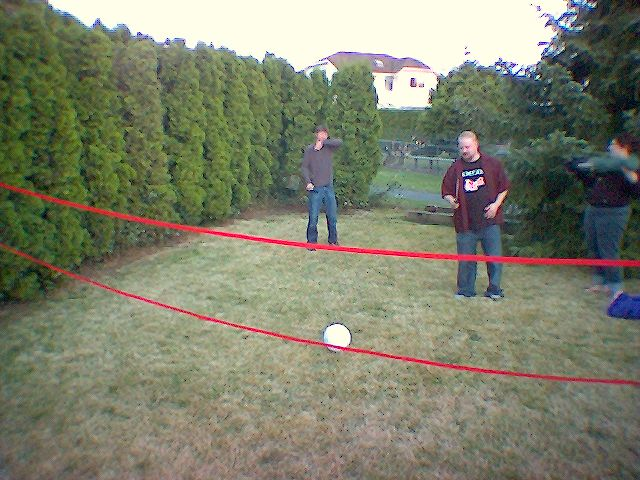
نمایی از تجهیزات ورزش بال بدمینتون - ۲۰۰۷

 بال بدمینتون (انگلیسی : Ball badminton) یکی از ورزش‌های بومی هند است. تجهیزات این بازی عبارتند از دستهٔ مخصوص آن، توپی زرد رنگ پشمی (شبیه به توپ تنیس). ابعاد زمین آن ۲۴ در ۱۲ متر می‌باشد . همچنین این زمین توسط یک تور، به دو قسمت مساوی تقسیم می‌شود. منشأ این بازی به سال ۱۸۶۵ برمی گردد؛ زمانی که این بازی اولین بار در این سال توسط خاندانی اشرافی در هند اجرا شد. این ورزش اکنون به عنوانی ورزشی محبوب در این کشور برگزار می‌شود. بازیکنان این ورزش نیازمند به مهارت، رفلکس‌های سریع، قضاوت خوب و چابکی هستند.